# Dicastère pour le dialogue interreligieux
Le Dicastère pour le dialogue interreligieux est un des dicastères de la curie romaine. Il a été érigé par le pape Paul VI le 17 mai 1964 en tant que secrétariat pour les non-chrétiens. Il fut renommé Conseil pontifical pour le dialogue interreligieux par le pape Jean-Paul II le 28 juin 1988. Il a pris son nom actuel le 5 juin 2022, à la suite de la réforme de la Curie opérée par le pape François.

## Missions
Ce dicastère a pour but de promouvoir le dialogue interreligieux, l'étude des religions et la formation des personnes, en accord avec les travaux du concile Vatican II, en particulier selon la déclaration Nostra Ætate. Il collabore avec la commission pour les relations avec les Juifs et le Dicastère pour la promotion de l'unité des chrétiens.
Les travaux du conseil ont été influencés par la carrière curiale de Francis Arinze, qui a reçu un prix du Conseil international de chrétiens et juifs. Arinze a participé à de nombreuses réunions inter-religieuses et fut créé cardinal à la suite de ses efforts.
Le dicastère est engagé dans une quête pour un dialogue commun sur le plan éthique et moral. Il publie un bulletin d'activités interreligieuses ainsi qu'un répertoire d'organismes inter-religieux.
Les 22 et 23 février 2017 s'est tenu un séminaire à l'université d'Al-Azhar, sur « le rôle d'Al-Azhar et du Vatican face aux phénomènes de fanatisme, d'extrémisme et de violence au nom de la religion». Le Vatican et Al-Azhar ont affirmé leur volonté de lutter contre l'extrémisme religieux et de favoriser le dialogue interreligieux.

## Présidents
- Paolo Marella (1964 - 1973)
- Sergio Pignedoli (1973 - 1980)
- Jean Jadot (1980 - 1984 )
- Francis Arinze (1984 - 2002)
- Michael Louis Fitzgerald (2002 - 2006)
- Paul Poupard (2006 - 2007)
- Jean-Louis Tauran (2007 - 2018)
- Siège vacant (2018 - 2019)
- Miguel Ángel Ayuso Guixot (2019 - 2022)

## Préfet
- Cardinal Miguel Ángel Ayuso Guixot (5 juin 2022-25 novembre 2024)
- Cardinal George Koovakad (depuis le 24 janvier 2025[3])

## Secrétaires
- Pierre Humbertclaude (1964 - 1973)
- Pietro Rossano (1973 - 7 décembre 1982)
- Marcello Zago (it) (1983 - 1986)
- Michael Louis Fitzgerald (22 janvier 1987 - 1er octobre 2002)
- Pier Luigi Celata (14 novembre 2002 - 30 juin 2012)
- Miguel Ángel Ayuso Guixot (30 juin 2012 - 25 mai 2019)
- Indunil Janakaratne Kodithuwakku Kankanamalage, (depuis le 3 juillet 2019)[4]